# Château de Saint-Maime
Le château de Saint-Maime est situé sur le territoire de la commune française de Saint-Maime, dans le département des Alpes-de-Haute-Provence et la région Provence-Alpes-Côte d'Azur.

## Histoire
Le château de Saint-Maime était lieu de résidence des comtes de Forcalquier, dont le dernier comte de Provence, Raymond Bérenger V de Provence, décédé en 1245.
Le château est inscrit au titre des monuments historiques par arrêté du 4 mars 1998 avec la chapelle Sainte-Agathe.
Le site offre un excellent panorama sur la plaine de Mane ainsi que sur le confluent de la Laye et du Largue. La chapelle et le château sont situées face au village de Dauphin et surplombent Saint-Maime.

## Architecture
Le château est entouré de pans de murailles le long du fossé, encore existant, il comprenait une tour donjon, construite en appareil calcaire, sur un plan octogonale, et sur une hauteur de 7,50 mètres, et, sur le côté sud, une chapelle castrale, la chapelle Sainte Agathe, un édifice de forme rectangulaire, voûté en berceau brisé, avec chevet plat, et toiture de lauzes.
À l'origine, l'entrée se fait par la façade ouest, puis en  1745, une porte cintrée est percée dans le mur sud, la date de 1745 y est gravée. Des peintures murales, du XIVe siècle, décorent le chœur : sous les arcades trilobées des 3 murs se trouvent les apôtres en pied.
Aujourd'hui, il subsiste quelques restes du château des comtes de Forcalquier au sommet du village, dont le donjon octogonal, et la chapelle Sainte-Agathe.